# Eventyret om Hans og kæmpen
Eventyret om Hans og kæmpen er en amerikansk stumfilm fra 1917 af Sidney Franklin og Chester M. Franklin.

## Medvirkende
- Francis Carpenter som Francis / Jack.
- Virginia Lee Corbin som Virginia / Regina.
- Violet Radcliffe som Rudolpho.
- Carmen De Rue
- Jim G. Tarver